# Adriano del Valle Rossy
Adriano del Valle Rossy (Sevilla, 18 de gener de 1895-Madrid, 1 d'octubre de 1957) fou un poeta espanyol. Adscrit a la generació del 27, la major part de la seva obra roman dispersa en periòdics i revistes. Va guanyar nombrosos jocs florals i va rebre el Premi Nacional de Poesia en 1933 per Mundo sin tranvías.

## Biografia
Adriano del Valle Rossy va néixer en Sevilla, de pare asturià i mare sevillana. Els seus avantpassats materns, els Rossy, van emigrar de Còrsega a París. Va abandonar els estudis a l'edat de setze anys per a ajudar el seu pare en la seva empresa de fabricació de joguines.
En 1916 coneix a Federico García Lorca i en 1918 funda la revista Grecia, òrgan oficial de l'ultraisme a Sevilla, al costat del que seria el seu gran amic Isaac del Vando-Villar i Luis Mosquera. En aquesta època coneix Eugeni d'Ors a qui sempre dirà mestre.Alhora D'Ors sentiria una gran admiració pel jove poeta a qui va qualificar com venedor ambulant de la primavera.
En 1923, es casa a Huelva amb Pepita Hernández i s'instal·a a aquesta ciutat. En el viaje de noces a Lisboa coneix José Pacheko director de la revista Contemporânea, a Judith Teixeira, Raúl Leal i Fernando Pessoa. Amb aquest últim comença a traduir en aquest mateix any a Mario de Sá-Carneiro, que s'havia suïcidat.
En 1927 funda en Huelva al costat del seu íntim amic Fernando Villalón, i Rogelio Buendía, la revista Papel de Aleluyas, en la que hi col·laboraren entre altres: Alberti, Cernuda, Ayala, Altolaguirre, Gerardo Diego, Gómez de la Serna, Eugeni d'Ors…
La seva passió per l'art el va portar a freqüentar l'amistat amb pintors com Daniel Vázquez Díaz a qui va acompanyar en 1929, quan va començar els seus treballs en els murals del monestir de la Rábida, i que li va fer diversos retrats, com "Adriano del Valle en Itálica" (citat per Ana María Preckler a Historia Del Arte Universal de Los Siglos XIX Y XX, Volumen 2) o el retrat cubista que forma part de la col·lecció de retrats del Museu provincial de Huelva "Adriano del Valle vestido de monje mercedario"; José Caballero, amb qui va realitzar tres murals a l'Ateneu de Sevilla; Francisco Mateos, amb qui col·laborà a les revistes La Esfera i Nuevo Mundo; i també va mantenir contactes freqüents amb Salvador Dalí, Joan Miró, Cristino de Vera i Rafael Canogar. En 1929 va introduir el collage, a l'estil Max Ernst, en Espanya.
Va ser també gran aficionat a la música i va conrear la seva amistat amb Joaquín Turina, Miguel Fleta, Manuel de Falla, Jacinto Guerrero, Joaquín Rodrigo i Ernesto Halffter, entre d'altres.
Entusiasta dels toros, va ser amic de Ignacio Sánchez Mejías, Luis Miguel Dominguín, Manolete…
Amb data 20 d'octubre de 1931 va rebre una carta de Gerardo Diego en la qual li comunicava que havia sentit molt no haver-lo inclòs en la seva Antologia i es disculpava per això. La seva absència va ser molt criticada, entre d'altres, per Camilo José Cela que la va considerar "notòriament injusta".
Primavera Portátil, un llibre que li va sol·licitar García Lorca, va ser escrit en Écija, entre 1920 i 1923, el no haver-la pogut publicar per falta de recursos econòmics, li va implicar molts problemes a Adriano. En 1927, Papel de Aleluyas va anunciar la seva publicació, que no va poder portar-se a efecte perquè la revista va desaparèixer inesperadament. El llibre no va veure la llum fins a 1934.
En 1933, el poeta sevillà va resultar guardonat amb el prestigiós Premi Nacional de Literatura, que venia a premiar la seva obra titulada Mundo sin tranvías (després inclosa com a quarta secció en la citada primera edició de Primavera portátil). Després de l'esclat de la Guerra Civil, Adriano del Valle va prendre partit a favor de la causa nacional i va prodigar les seves col·laboracions en la revista Vértice, òrgan d'expressió de Falange Española Tradicionalista y de las JONS.
Acabada la guerra, va donar a la impremta Lyra sacra, recopilació d'antics poemes escrits després de la recepció del Premi Nacional. Li van seguir altres dues col·leccions de versos: Los gozos del río i Arpa fiel. Anys després de la seva mort, Guillem Díaz-Plaja va treure a la llum una edició pòstuma amb la poesia que Adriano del Valle escrivís entre 1941 i 1957, i, finalment, en 1977 la Editora Nacional va oferir un volum amb la pràctica totalitat de la producció lírica d'Adriano, titulat Obra poética.
En 1942 va ser nomenat director de la revista Primer Plano. Des d'aquest lloc va iniciar el Festival de Cinema de Punta Umbría, i va ser un dels promotors del Festival Internacional de Cinema de Sant Sebastià. En 1943 li va ser atorgat el premi Mariano de Cavia per Stella matutina, un text en prosa inspirat en la Setmana Santa sevillana. En 1946 representa Espanya en l'Exposició del Llibre de Lisboa. En 1952 participa en el Primer Congrés Internacional de Poesia, celebrat a Segòvia, juntament amb nombrosos poetes nacionals i estrangers, entre altres: Camilo José Cela, Vicente Aleixandre, José Hierro, Dionisio Ridruejo, Manuel Díez-Crespo, el mestre Rodrigo, el pare Federico Sopeña o el sud-africà Roy Campbell. Va morir Madrid, l'1 d'octubre de 1957.
En 2006 el seu fill, Adriano del Valle Hernández, va publicar Adriano del Valle, mi padre, una àmplia biografia il·lustrada del poeta i traductor, en l'editorial Renacimiento.

## Obra
La seva extensa obra, és fonamentalment poètica. Els seus articles per a revistes i periòdics són, en realitat, poemes en prosa. Va publicar articles en periòdics i revistes literàries com Cervantes, Ultra, Reflector, Proa, Helios, Centauro, La Esfera, Nuevo Mundo, Mediodía i Prisma. Els seus llibres de poemes, amb certa preferència per motius andalusos, oscil·len entre formes populars i metres clàssics, sovint adornats amb imatges de gust barroc. Inèdits en vida de l'autor, a part el poemari Mundo sin tranvías, quedaren El jardín del centauro, poesies de 1916-1920; l'acte sacramental La divina pastora (1923) i Musa-Omnibus, poemari de 1934-1937.

### Llibres de poesia
- 1934 - Primavera portátil.
- 1939 - Lyra sacra.
- 1940 - Los gozos del río.
- 1941 - Arpa fiel.
- 1942 - Sonetos a Italia.
- 1954 - La Innombrable.
- 1955 - Misa de Alba en Fátima y Gozos de San Isidro.
- 1956 - Oda náutica a Cádiz.
- 1957 - Égloga de Gabriel Miró y Fábula del Peñón de Ifach.